# Эрос и цивилизация
«Эрос и цивилизация. Философское исследование учения Фрейда» (англ. Eros and Civilization: A Philosophical Inquiry into Freud) — книга Герберта Маркузе, немецко-американского социолога и философа, представителя франкфуртской школы.
Работа, впервые опубликованная в 1955 году, посвящена анализу стратегии развития западной цивилизации и изучению ее репрессивного характера и опирается на концепции З. Фрейда, К. Маркса и М. Хайдеггера. Идеи автора послужили философско-политической платформой для движения «новых левых».

## Содержание
Маркузе рассматривает современное состояние цивилизации, основываясь на двух главных инстинктах в человеческой природе — сексуальных и деструктивных, Эросе и Танатосе. Полное и свободное удовлетворение данных влечений в условиях индустриальной цивилизации невозможно, общество подавляет их, заставляет служить себе путем сублимации Эроса и переориентирования Танатоса на внешний мир в форме труда. Репрессивный характер цивилизации согласно Маркузе вызван:
- усилением прогресса, который ведет к усилению несвободы;
- культурой, подавляющей инстинкты индивида и забирающей его энергию, делающей его несчастным;
- господством — прибавочным (дополнительным) принуждением со стороны власти и привилегированных социальных групп;
- трансформацией принципа удовольствия в принцип реальности — индивид добровольно подавляет тягу к удовольствию и занимается тяжелым трудом в обмен на безопасное стабильное существование и отложенное, но гарантированное удовольствие;
- главенством принципа производительности — общество определяет уровень жизни через самолеты, автомобили, телевизоры[3], а не через степень всеобщего удовлетворения основных человеческих потребностей и свободу от вины и страха.

Маркузе призывает перестроить общество и отказаться от репрессивной цивилизации в пользу нерепрессивной, подчеркивая, что предпосылки для постепенного упразднения репрессии создаются достижениями самой репрессивной цивилизации — нужда побеждена, высокий уровень развития науки и техники, автоматизация человеческого труда отменяют необходимость изнурительной трудовой деятельности. На смену Прометею (символ производительности) должны прийти Орфей и Нарцисс (символы удовлетворения, творчества, радости, красоты), гармонизирующие отношения человека и природы. Фантазия и искусство символизируют собой «Великий отказ» — несогласие с подавлением и несвободой. Согласно идеям Маркузе, в нерепрессивной цивилизации произойдет примирение принципов реальности и удовольствия и освобождение Эроса, труд станет либидозным.

## Влияние на общество
Критика общества потребления и идеологии индустриального общества, прозвучавшая в работе и затем дополненная в труде Маркузе «Одномерный человек», послужила идейной основой для движения новых левых. В идее «Великого Отказа» новые левые находили опору своим бунтарским действиям.

## Критика
Пауль Маттик, марксистский политический обозреватель, отмечает попытку Маркузе объединить идеи марксизма и фрейдизма, продолжая тем самым линию Вильгельма Райха. Маттик отмечает, что Маркузе интерпретирует идеи Зигмунда Фрейда шире, чем сам Фрейд, приписывая им революционный подтекст. Маркузе развивает уже существующие марксистские идеи, в частности, описание общества у него — завуалированное марксистское описание капитализма, тенденций его развития и противоречий. Он считает, что призыв Маркузе к противостоянию современному устройству общества остается лишь философским лозунгом, неприменимым на практике.
Немецкий психоаналитик Райнер Фанк, ассистент философа Эриха Фромма, пишет, что Фромм считал «Эрос и цивилизацию» искажением идей Фрейда. Фромм также критиковал революционный подход Маркузе в изучении общества и призывах к новой нерепрессивной цивилизации, в то время как сам Фромм придерживался более реформистских методов воспитания, просвещения и гуманизации.
Джей Мартин, профессор истории Калифорнийского университета, назвал «Эрос и цивилизацию» одной из самых утопичных работ Маркузе. В частности, он критикует теорию памяти, описанную Маркузе, за смешение понятий индивидуальной и коллективной памяти и отсутствие исследования их различий.
Артур Марвик, профессор истории Эдинбургского университета, назвал «Эрос и цивилизацию» ключевой работой пятидесятых годов, сыгравшей важную роль в формировании субкультур 1960-х годов.
Ряд исследователей, в частности Ц. Ч. Хинтибидзе и В. Е. Горозия, отмечают, что маркузеанские идеи относительно нерепрессивного общества, хотя и являются интересными и актуальными, по сути своей противоречивы, нереальны и утопичны и требуют дальнейших исследований.
А. А. Юдин, переводчик и автор предисловия к русскому изданию работы, критикует Маркузе за громкие речи, необоснованные и неподкреплённые определённым планом действий. «Великий Отказ» остается лишь лозунгом, не указывающим конкретной программы действий и тщательно выверенных практических подходов.
В. В. Бочарова, кандидат философских наук, убеждена в актуальности наследия Маркузе для разработки новых теоретических подходов к анализу проблематики насилия в современном обществе. Исследовательница подчеркивает, что несмотря на отсутствие должной теоретической проработанности, выдвинутые автором идеи значимы, а исследования, направленные на адаптацию его воззрений к современной общественной деятельности, должны продолжаться.

### На русском языке
- Бочарова В. В. Философия Г. Маркузе как теоретическая оптика феномена институционализации насилия в социуме // Современная наука: актуальные проблемы теории и практики. Июль-Август, 2016.
- Бычко А. К. Критический анализ идейно-философских истоков молодежного бунтарства: диссертация ... доктора философских наук. — Киев, 1985. — 371 с.
- Грицанов А. А., Абушенко В. Л., Евелькин Г. М., Соколова Г. Н., Терещенко О. В. Социология: Энциклопедия. — Минск.: Интерпрессервис; Книжный Дом. 2003. — 1312 с.
- Маркузе Г. Эрос и цивилизация. Философское исследование учения Фрейда. — Киев: Port-Royal, 1995. — 322 с.
- Осипов Г. В. Российская социологическая энциклопедия. — М.: НОРМА-ИНФРА-М., 1998. — 664 с.
- Русакова О. Ф. Интеллектуальные вехи и дискурсные повороты в истории современной политической философии // Научный ежегодник ИФиП УрО РАН. № 11, 2011.
- Степанов С. 100 ЛЕТ ЭРИХУ ФРОММУ // Школьный психолог, № 11, 2000.
- Хинтибидзе Ц. Ч., Горозия В. Е. Маркузеанская критика западной цивилизации. // Человек. Государство. Глобализация. Выпуск 3. Сборник философских статей. — Спб.: Санкт-Петербургское философское общество, 2005.

### На английском языке
- Funk R. Erich Fromm: His Life and Ideas. — NY: Continuum, 2000. — 175 p.
- Jay M. Anamnestic totalization. Reflections on Marcuse’s theory of remembrance. // Theory and Society. Volume 11, Issue 1, January 1982.
- Marwick A. The Sixties: Cultural Revolution in Britain, France, Italy, and the United States c.1958-c.1974. — Oxford: Oxford University Press. — 596 p.
- Mattick P. Marx and Freud. Western Socialist, Boston, USA, March-April, 1956.